# Villa purpurata
Villa purpurata är en tvåvingeart som först beskrevs av Christian Rudolph Wilhelm Wiedemann 1828.  Villa purpurata ingår i släktet Villa och familjen svävflugor. Inga underarter finns listade i Catalogue of Life.